# 丹妮爾·斯蒂爾
丹妮爾·斯蒂爾（Danielle Steel，1947年8月14日—），是美國小說家，是世界上目前最暢銷的作家，銷售量超過8億本。
丹妮爾·斯蒂爾的作品相當一致，包含監獄，詐騙，勒索和自殺。她的書已被翻譯成28種語言，22本改編為電視劇，也曾獲金球獎提名。

## 著作[1]
- 隨愛而逝Vanished
- 珠寶Jewels
- 誓言The promise
- 歸人Going Home
- 又見春天To Love Again
- 聚也偶然
- 無盡的愛Palomino
- 有緣走天涯The Ring
- 萬花筒Kaleidoscope
- 陌路緣A Perfect Stranger
- 此情可追憶Remembrance
- 情錯Crossings
- 情奔Palomino
- 悲歡歲月Thurston House
- 曾經有一次Once in a Lifetime
- 情結Changes
- 圓Full Circle
- 情緣Family Album
- 星河秘密Secrets
- 旅情Wanderlust
- 情到深處Irresistible Forces
- 再愛一次To Love Again
- 最後的女伯爵Zoya

## 外部連結
- 官方网站
- Personal website（页面存档备份，存于）
- Danielle Steel at Internet Book List
- An October 2000 review of His Bright Light by Dr. Jeffrey L. Geller on an American Psychiatric Association websiteArchive.today的存檔，存档日期2013-01-13
- Danielle Steel在互联网电影资料库（IMDb）上的資料（英文）
- Steel Gallery
- The Nick Traina Foundation（页面存档备份，存于）
- WorldCat 聯合目錄中丹妮爾·斯蒂爾的著作或與之相關的著作